# Every Weekend
Albums de Hadouken!
For the Masses
(2010)
Singles
1. Mecha Love
Sortie : 18 octobre 2010
2. Oxygen
Sortie : 7 novembre 2010
3. Parasite
Sortie : 2 avril 2012
4. Parasite
Sortie : 18 août 2012
5. Daylight
Sortie : 29 octobre 2012
6. Levitate
Sortie : 20 janvier 2013

Every Weekend est le troisième album studio du groupe britannique de new rave Hadouken! publié le 18 mars 2013 par Surface Noise.

## Liste des chansons
Toutes les chansons sont écrites et composées par James Smith.
| No  | Titre           | Durée |
| --- | --------------- | ----- |
| 1.  | The Vortex      | 4:00  |
| 2.  | Levitate        | 4:45  |
| 3.  | Bliss Out       | 3:23  |
| 4.  | As One          | 4:32  |
| 5.  | Parasite        | 4:33  |
| 6.  | Bad Signal      | 3:56  |
| 7.  | Stop Time       | 4:08  |
| 8.  | Spill Your Guts | 4:04  |
| 9.  | The Comedown    | 4:26  |
| 10. | Daylight        | 2:59  |